# Барінов Яків Антонович
Яків Антонович Барінов (нар. 14 лютого 2003, Краматорськ, Донецька область, Україна) — український футболіст, півзахисник кременчуцького «Кременя».

## Ранні роки
Яків Барінов народився 14 лютого 2003 року в Краматорську. Футболом розпочав займатися 2014 року в футбольній школі «Динамо» (Харків). Два роки по тому перебрався до іншої харківської футбольної школи, «Майстер м'яча». Але вже через рік перейшов до люботинської ДЮСШ. Напередодні старту сезону 2018/19 років повернувся до «Майстра м'яча». Наступні три роки провів в академії «Краматорська». Виступав у футболці під 9-м номером.

## Кар'єра гравця

### ДЮСШ «Ворскла» (Полтава)
У 2022 році приєднався до юнацької команди полтавської «Ворскли», яка виступала в чемпіонаті Полтавської області з футболу. У 8-ми матчах обласного чемпіонату відзначився 3-ма голами.

### «Кремінь»
31 серпня 2023 року став гравцем клубу першої ліги України «Кремінь» (Кременчук). Підписав з клубом 3-річний контракт і взяв футболку під 15-м номером. У складі «Креміня» за першу половину сезону його не зіграв жодного матчу. Після зимової перерви тренувався з основним складом, але виступав за «Кремінь-2».

### «Кремінь-2»
Дебютував за «Кремінь-2» 4 вересня 2023 року в програному (0:7) матчі проти «Звягеля». Яків вийшов на поле в стартовому складі, а на 74-й хвилині його замінив Іван Заїченко. Відзначився своїм першим голом за клуб 24 листопада 2023 року на 74-й хвилині програного (1:2) матчі проти запорізького «Металурга-2». Барінов вийшов на поле в стартовому складі, а на 88-й хвилині його замінив Максим Глова. Другий гол за «Кремінь-2» відзначився 7 квітня 2024 року в програному (2:4) поєдинку проти «Кудрівки». Яків вийшов на поле на 59-й хвилині замість Івана Заїченка. У 26-му турі визнаний найкращим молодим гравцем туру. Артур Валерко охарактеризував його для sportarena, офіційного партнера ліги, як найкращого гравця на полі в першому таймі та найневдачливішого гравця туру.

## Статистика виступів

### Клубна
Станом на 29 квітня 2024 року
| Клуб                     | Сезон             | Ліга                          | Ліга  | Ліга | Кубок | Кубок | Інші  | Інші | Загалом | Загалом |
| Клуб                     | Сезон             | Дивізіон                      | Матчі | Голи | Матчі | Голи  | Матчі | Голи | Матчі   | Голи    |
| ------------------------ | ----------------- | ----------------------------- | ----- | ---- | ----- | ----- | ----- | ---- | ------- | ------- |
| ДЮСШ «Ворскла» (Полтава) | 2022              | Чемпіонат Полтавської області | 8     | 3    | —     | —     | —     | —    | 8       | 3       |
| «Кремінь»                | 2023–24           | Перша ліга України            | —     | —    | —     | —     | —     | —    | —       | —       |
| «Кремінь-2»              | 2023–24           | Друга ліга України            | 20    | 2    | —     | —     | —     | —    | 20      | 2       |
| Усього за кар'єру        | Усього за кар'єру | Усього за кар'єру             | 28    | 5    | —     | —     | —     | —    | 28      | 5       |